# سرای‌کند
سارای‌کنت (به ترکی استانبولی: Saraykent) شهری است در کشور ترکیه که در استان یوزگات واقع شده‌است. جمعیت این شهر بر اساس سرشماری سال ۲۰۰۸ میلادی ۸٬۳۰۰ نفر و بر اساس برآوردهای سال ۲۰۰۹ میلادی ۷٬۶۲۴ نفر می‌باشد.